# الأمير الصغير (فلم 2015)
الأمير الصغير (بالفرنسية: Le Petit Prince، بالإنجليزية: The Little Prince) هو فِيلم رسوم متحركة فنتازي كندي-فرنسي أخرجه مارك أوبزورن. كتبت إيرينا برينغل السيناريو المُستنِد على رواية سنة 1943 والتي تحمل نفس الاسم للكاتب أنطوان دي سانت-أكزوبيري. باعتباره أول فِلم رسوم متحركة طويل مبني على قصة الأمير الصغير، استعمل الفيلم تقنية إيقاف الحركة لقصة الرواية والتحريك الحاسوبي لتأطير القصة الإضافية.
النسخة الإنجليزية من الفلم كانت من بطولة أصوات جيف بريدجز، رايتشل مكأدامز، بول رود، ماريون كوتيار، جيمس فرانكو، بينيشيو ديل تورو، ريكي جيرفيه، بود كورت، بول جياماتي، ألبرت بروكس، ومكانزي فوي. عرضَّ للمرة الأولى في العالم في 22 مايو 2015 بالدورة ال68 لمهرجان كان السينمائي خارج السباق، لحقه عرض واسع في المسارح الفرنسية من 29 يوليو 2015.

## القصة
تدور قصة الفِلم حول الفتاة المعجزة الغريب والتي لا تخاف (مكانزي فوي) والتي تعيش مع أمها المسيطرة (رايتشل مكأدامز). بعد انتقالها لحيٍ جديد، تلتقي الفتاة بجارها «الطيّار» (جيف بريدجز)، الرجل العجوز غريب الأطوار. بعد ذلك، تكتشف قصة الأمير الصغير، قصة الطيار الذي تحطم في الصحراء حيث إلتقى بالولد الملقب من كوكبٍ بعيد، لتحمل القصة الفتاة والطيّار معًا مغامرة غير عاديّة.

## الأداء الصوتي
| الدور          | الممثل الصوتي بالنسخة الفرنسية | الممثل الصوتي بالنسخة الإنجليزية |
| -------------- | ------------------------------ | -------------------------------- |
| الفتاة الصغيرة | كلارا بوانكاريه                | مكانزي فوي                       |
| الطيّار         | أندريه ديسوليه                 | جيف بريدجز                       |
| الأمير الصغير  | أندريه سانتماريا               | ريلي أوزبورن                     |
| الأم           | فلورنس فورستي                  | رايتشل مكأدامز                   |
| السيد الأمير   | بول رود                        |                                  |
| الوردة         | ماريون كوتيار                  | ماريون كوتيار                    |
| الثعلب         | فينسنت كاسل                    | جيمس فرانكو                      |
| الثعبان        | غليوم غالين                    | جيمس فرانكو                      |
| الرجل المتغطرس | لورنت لافيت                    | ريكي جيرفيه                      |
| الملك          | -                              | بود كورت                         |
| المُعلم         | -                              | بول جياماتي                      |
| رجل الأعمال    | فينسنت ليندون                  | ألبرت بروكس                      |

## الإصدار

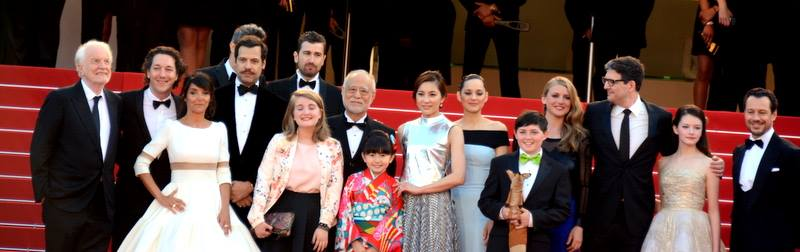
طاقم فريق فِلم الأمير الصغير مع بعض ممثلي الأصوات في النسخ الإنجليزية والفرنسية واليابانية في مهرجان كان السينمائي 2015

في 11 سبتمبر 2014، وارنر برذرز اليابان أطلقت إعلان تشويقي من الفِلم.
وايلد بانش تشرف على مبيعات الفلم دوليًا. باراماونت بيكتشرز ستطلق الفِلم بفرنسا في 29 يوليو 2015، بينما يقوم فرعها في الولايات المتحدة باراماونت فانتايج بالتعامل مع عرض الفِلم بالولايات المتحدة الأميريكية. وسيتم توزيع الفلم بواسطة إنتيرتيمنت ون بكندا. وارنر برذرزستتولى أيضًا توزيع الفِلم في ألمانيا واليابان.
أختيرَّ الفِلم في 'المسابقة الرسمية' لمهرجان كان السينمائي 2015 في مايو 2015.

## روابط إضافيّة
- الموقع الرسمي
- الأمير الصغير  على فيسبوك.
- مقالات تستعمل روابط فنية بلا صلة مع ويكي بيانات